# Naftali Temu
Naftali Temu, född 20 april 1945 i Sotik, död 10 mars 2003 i Nairobi, var en kenyansk friidrottare.
Temu blev olympisk mästare på 10 000 meter vid olympiska sommarspelen 1968 i Mexico City och tog därmed Kenyas första OS-guld någonsin. 